# マネジメントソリューションズ
株式会社マネジメントソリューションズ（略称：MSOL　エムソル）（英文社名：Management Solutions co., ltd.）は、東京都港区赤坂に本社を置く、プロジェクトマネジメント支援サービスを手掛ける日本の企業。

## 概要
マネジメントソリューションズは、2007年にプロジェクトマネジメントに関するコンサルティングを目的に設立された会社。主に大企業を対象にしたプロジェクトマネジメントの支援を行っている。

## 沿革
- 2005年 神奈川県横浜市中区山下町に株式会社マネジメントソリューションズを設立[2]。
- 2007年 東京都港区六本木に本社を移転[2]。
- 2008年 東京都千代田区へ本社を移転[2]。
- 2012年 東京都中央区へ本社を移転[2]。
- 2018年 東京都港区赤坂へ本社を移転。東京証券取引所マザーズに上場[2]。
- 2019年 東京証券取引所市場第一部へ市場変更[2]。